# Philammon (Mörder)
Philammon (altgriechisch Φιλάμμων Philámmōn; † 203 v. Chr.) war ein Mörder am Hof der hellenistischen Ptolemäerdynastie in Ägypten.
Nachdem im Sommer 204 v. Chr. König Ptolemaios IV. gestorben war, wurde dies aufgrund der Unmündigkeit seines Sohns Ptolemaios V. von seiner Witwe Arsinoë III. und den Hofministern Sosibios und Agathokles vor der Öffentlichkeit geheim gehalten. Weil die beiden Minister die Chance zur eigenen Regentschaftsübernahme erkannten, beschlossen sie die Beseitigung Arsinoës. Philammon, der offenbar einer ihrer Anhänger war, beging in ihrem Auftrag die Mordtat.
Nachdem die Regenten Sosibios und Agathokles den Tod des Königspaars offiziell bekannt gegeben hatten und auch Sosbios bald danach gestorben war, setzte Agathokles Philammon zum Statthalter der Kyrenaika ein. Da sich nämlich gleichzeitig das gewaltsame Ableben der Königin herumgesprochen hatte, wollte der Regent den Attentäter fern vom Hof wissen. Von Polybios wurde er mit dem Titel Λιβυάρχης Libyárchēs genannt, allerdings dürfte sein tatsächlicher Amtstitel Strategos gelautet haben. Sein Amtsbereich umfasste alle Landgebiete westlich des Nils, nicht aber die dort liegenden Städte. Philammon beging einen Fehler, als er wohl im Oktober oder November 203 v. Chr. drei Tage vor der Volkserhebung gegen Agathokles nach Alexandria zurückkehrte. Kurz nach der Ermordung des Agathokles und seiner Verwandten durch eine fanatisierte Volksmenge erfuhren Jugendgefährtinnen Arsinoës von Philammons Rückkehr, drangen in sein Haus ein, erschlugen ihn mit Knüppeln und Steinen und erwürgten seinen Sohn. Dann zerrten sie Philammons Gattin nackt hinaus und lynchten auch sie.